# Mouhamedou Mboup
Mouhamedou Mboup es un deportista senegalés que compite en judo. Ganó una medalla de plata en el Campeonato Africano de Judo de 2025, en la categoría de –66 kg.

## Palmarés internacional
| Campeonato Africano | Campeonato Africano      | Campeonato Africano | Campeonato Africano |
| Año                 | Lugar                    | Medalla             | Categoría           |
| ------------------- | ------------------------ | ------------------- | ------------------- |
| 2025                | Abiyán (Costa de Marfil) | Medalla de plata    | –66 kg              |